# Mohr (foguete)
Mohr, foi o nome atribuído a um foguete de sondagem de origem Alemã, desenvolvido por Ernst Mohr em Wuppertal, Alemanha.
Ele era um foguete de apenas um estágio movido a combustível sólido com as seguintes características:
- Altura: 1,7 m
- Massa total: 150 kg
- Empuxo inicial: 76,5 kN
- Diâmetro: 30 cm
- Carga útil: até 5 kg
- Tempo de combustão: 2 s

A carga útil propriamente dita, era armazenada num dardo de 15 kg, com diâmetro de 5 cm e 1,25 m de altura. Depois da combustão
completa do motor, o dardo se separava, a cerca de 1 200 m de altitude e 1 200 m/s de velocidade. O dardo chegava a atingir 50 km de altitude devido as suas
características aerodinâmicas.
O primeiro lançamento planejado para 24 de agosto de 1957 perto de Cuxhaven, foi cancelado. A primeira tentativa de lançamento, ocorreu em 8 de junho de 1958, mas falhou. A próxima tentativa, em setembro de 1958, obteve sucesso, atingindo 50 km de altitude.